# Anh em nhà Dalton (Lucky Luke)
Anh em nhà Dalton xuất hiện thường xuyên trong bộ truyện tranh Lucky Luke và là kẻ thù đáng nguyền rủa của những anh hùng chính nghĩa.

Anh em nhà Dalton và Lucky Luke trong tập truyện Dalton city ở bản dịch tiếng Việt

Băng cướp Dalton thật ngoài đời (Bob, Grat, Bill và Emmett) xuất hiện chỉ trong một tập truyện, bị giết và chôn vào cuối truyện. Những tên Dalton này tỏ ra nguy hiểm hơn những bản sao sau này của chúng, cả bốn đứa đều có thái độ ủ rũ, nhưng trong đó tên Bob là nguy hiểm nhất và là một tay súng cừ khôi.
Ở những tập truyện sau này, những người anh em họ hư cấu của băng cướp Dalton xuất hiện. Tên của chúng là Joe, William, Jack, và Averell. Mỗi đứa đều cao hơn anh liền trước của chúng. Anh em nhà Dalton xuất hiện ở vài tập sau đó, từ khi chúng vượt ngục thành công cho đến khi bị Lucky Luke bắt chúng về nhà tù trở lại.
Anh em nhà Daltons cũng xuất hiện trong loạt truyện xoay quanh chú chó "Rantanplan" và nhiều tập phim hoạt hình Lucky Luke. Trong một vài tập truyện về "Lucky Kid", chúng xuất hiện trong tập "Oklahoma Jim", chúng gặp Lucky Luke lần đầu tiên khi còn là những đứa trẻ.

### Joe Dalton
Lùn nhất, lớn tuổi nhất và thông minh nhất trong 4 anh em. Hắn nóng tính, ghét Lucky Luke và con chó ngốc Rantanplan, con chó mà đã nhiều lần bị xích vào Joe để ngăn ngừa hắn vượt ngục. 
Joe luôn luôn nổi điên khi hắn trông thấy Lucky Luke hoặc thậm chí chỉ cần nghe thấy tên anh ta. Khi hắn nổi nóng thì Averell thường là người bị ăn đòn. Thằng em cao nhất có "tài năng" làm Joe bực mình và phải là một nỗ lực lớn để hắn kiềm chế trở lại. Do tính khí của mình, Joe trở thành đứa nguy hiểm nhất trong 4 anh em, có khả chĩa súng rất nhanh vào kẻ làm hắn nổi giận, thường là Lucky Luke. May mắn thay, hắn bắn cực kì tệ mỗi khi nổi giận, và thường bắn hụt, hoặc bị bắn rơi súng trước khi hắn kịp nổ súng.

### Jack và William Dalton
Hai anh em ở giữa này tỏ ra có cá tính mờ nhạt và thường hay trấn tĩnh Joe để ngăn hắn không đánh Averell. Trong những tập truyện đầu, William là bậc thầy trong việc ngụy trang và Jack là một kẻ mê vũ khí điên cuồng, nhưng những đặc điểm này đã không được giữ lại. Thật là khó chắc chắn trong việc khẳng định đứa nào là Jack và đứa nào là William. Khi chúng lần đầu tiên xuất hiện, William là đứa nhỏ hơn Jack, nhưng trong những tập truyện sau, điều đó đã thay đổi: ví dụ trong tập "Dalton City", Jack là đứa nhỏ con hơn. Sự nhầm lẫn này là do lỗi của Morris, ban đầu ông cho William là đứa nhỏ con hơn nhưng cuối cùng đã đột ngột gọi hắn là Jack. Trong "Dalton City", "Le prophète" và "La légende de l'ouest", đứa nhỏ con hơn, được cho là rất dễ say rượu.

### Averell Dalton
Averell là đứa cao nhất, trẻ nhất và ngu nhất trong 4 anh em Dalton. 
Averell rất thích ăn uống và thường liên tục hỏi những câu hỏi dạng như "Khi nào thì chúng ta ăn", mà câu hỏi này thường làm tên Joe bực mình. Averell rất thích Rantanplan bởi vì chúng đều thích ăn như nhau và có cùng chỉ số IQ (nếu độ ngu ngốc của Rantanplan và Averell có thể được tính bằng chỉ số IQ). Averell và Rantanplan đều bị Joe đánh mỗi khi hắn nổi giận. Averell có bản chất hiền hậu và là đứa có phần lương thiện, mà ở đó Lucky Luke đã nhiều lần lợi dụng vào đó để bắt anh em Dalton quay trở lại nhà tù. Hắn có xu hướng trở nên bạo lực nếu tài nấu ăn của hắn bị chê bai, có lần đã rút súng ra dọa Lucky Luke khi anh chê món trứng của hắn trong tập "Dalton City". Do cái dạ dày luôn đói của hắn, Averell đôi khi nuốt vào bụng nhiều "vật thể lạ", bao gồm cả một con bò bị lột da, xà phòng (nhiều lần), vại đất sét đựng bắp nghiền, và một mẫu áo hoặc mũ của ông nhà đòn mà Averell thường phàn nàn là có mùi như nhựa thông.

### Những Dalton khác
Một số tập truyện sau có xuất hiện mẹ của anh em Dalton. Không giống như những đứa con của mình, Má Dalton là một nhân vật nổi tiếng trong khu vực của bà và những người dân địa phương đồng ý luôn giữ cho nhà bà luôn luôn có lương thực dự trữ. Không muốn ra vẻ là một người làm từ thiện, Má Dalton đi mua sắm với khẩu súng cũ của bà theo cái cách giống như cách con của bà cướp ngân hàng. Khách hàng và nhân viên thường giơ tay hàng và phục vụ bà với nụ cười trên môi.
Má Dalton sau đó quay trở lại với con đường tội phạm, cho phép con của bà mặc đồ giống mình để cướp ngân hàng dễ hơn (những ông giám đốc ngân hàng không nhất quyết khi thừa nhận rằng họ bị cướp bởi một bà già).
Bà yêu quý Averell nhất, và không do dự khi đánh đòn Joe.
Không xuất hiện nhưng thường được nhắc tới là cha của anh em Dalton. Joe là kẻ yêu quý ông nhất. Ông già là một tên chuyên bẻ khóa két sắt nhưng một lần đã thử xài thuốc nổ và đã bị nổ chết.
Một tập truyện có đề cập đến Marcel Dalton, một chủ nhà băng sống ở Thụy Sĩ, ông là sự ô nhục của gia đình Dalton chỉ bởi vì ông ta lương thiện.
Trong tập phim hoạt hình dài "Ballade of the Daltons", ông chú Henry Dalton được đề cập đến trong một tờ lệnh truy nã. Một bức tượng của ông ta cũng được đưa ra (ông ta trông rất giống Joe). Ông ta được Joe, Jack, William và Averell xem như một tên cướp vĩ đại, là nguồn cảm hứng và là thần tượng của chúng. Trong phim, chúng được thông báo rằng chú Henry của chúng đã bị chết do treo cổ (theo Joe là "một cái chết tự nhiên"). Di chúc của ông ta quy định rằng anh em nhà Dalton sẽ được thừa hưởng gia tài của ông chú nếu chúng giết được quan tòa và bồi thẩm đoàn đã đưa ra bản án tử hình ông ta.

### Xuất hiện trong tập truyện
Anh em nhà Dalton xuất hiện trong các tập truyện Lucky Luke sau đây:
- Lucky Luke contre Joss Jamon (11) [tình tiết này được đặt ra sau tập "Les Cousin Dalton"]
- Les Cousins Dalton (12)
- L'Évasion des Dalton (15)
- Sur la piste des Dalton (17)
- Les Dalton dans le blizzard (22)
- Les Dalton courent toujours (23)
- Les Dalton se rachètent (26)
- Tortillas pour les Dalton (31)
- Dalton City (34)
- Ma Dalton (38)
- L'Héritage de Ran-Tan-Plan (41)
- La Guérison des Dalton (44)
- Le Magot des Dalton (47)
- Daisy Town (51)
- La Ballade des Dalton et autres histoires (55)
- L'Amnésie des Dalton (60)
- Les Dalton à la noce (62)
- Marcel Dalton (67)
- Le prophète (68)
- La légende de l'ouest (71)
- La Corde au cou (72)

## Anh em nhà Dalton trong phim
Một vài tập phim hoạt hình Lucky Luke có sự hiện diện của anh em Dalton, bao gồm:
- Daisy Town (1971)
- La Ballade des Dalton (1978)
- Les Dalton en cavale (1983)

Vào năm 2004 một bộ phim có tựa đề là Les Daltons, trong đó anh em Dalton là nhân vật chính. Trong phim Joe, Jack, William và Averell phát ra rằng có một chiếc mũ ma thuật có thể làm chúng bất khả chiến bại, và cố đánh cắp nó để có thể cướp được ngân hàng. Lucky Luke chỉ là nhân vật phụ trong bộ phim. Má Dalton cũng có mặt trong bộ phim, và bà ta có ba người bạn, tất cả đều là mẹ của những tên tội phạm ở miền viễn tây (Jesse James, Butch Cassidy, Billy the Kid). Bộ phim ít được xem lại. Nhiều fan hâm mộ phàn nàn rằng nó thiếu hài hước và làm mất đi tinh thần của cốt truyện gốc.